# برایام، کامبریا
برایام (به انگلیسی: Brigham) یک روستا و محله مدنی در بریتانیا است که در الیردال واقع شده‌است. برایام ۷۵۶ نفر جمعیت دارد.